# Goniagnathus bishapuricus
Goniagnathus bishapuricus är en insektsart som beskrevs av Dlabola 1994. Goniagnathus bishapuricus ingår i släktet Goniagnathus och familjen dvärgstritar. Inga underarter finns listade i Catalogue of Life.